# Su Shi
Pour les articles homonymes, voir Su et Dongpo (homonymie).
Pour l’article ayant un titre homophone, voir sushi.
Su Shi (chinois simplifié : 苏轼 ; chinois traditionnel : 蘇軾 ; pinyin : Sū Shì ; EFEO : Sou Che), né le 8 janvier 1037 à Meishan, Sichuan, et mort le 24 août 1101 à Changzhou, aussi connu sous le nom de Su Dongpo (苏东坡 / 蘇東坡, Sū Dōngpō, Sou Tong-P'o), était un homme politique (mandarin) de la dynastie des Song du Nord (960-1127). Reconnu très jeune comme un homme d'exception par son brillant succès au diplôme le plus élevé des examens impériaux, le jinshi, ce lettré vite promu à des postes de responsabilité subit toute sa vie les aléas de la vie politique, entre l'exercice du pouvoir, les responsabilités à l'égard du peuple et la mise à l'écart, la prison et le bannissement.
Mais il est surtout connu pour son œuvre poétique et littéraire, ses écrits sur l'art en tant que lettré, calligraphe et peintre : il formula pour la première fois les principes de la « peinture de lettrés » ; avec un succès posthume considérable, et même fondamental pour la culture chinoise car il offrait, dans ses principes, une synthèse du confucianisme, du taoïsme et du bouddhisme chan. En effet, de formation confucéenne, il semble avoir été taoïste mais, avec des amitiés parmi les moines, il montra un réel intérêt pour le bouddhisme chan (zen en japonais). Au croisement de tous ces courants de pensée sa conception de l'expérience artistique et de la peinture de lettrés se retrouve dans ses écrits, lesquels furent, au cours des siècles suivants, l'objet d'innombrables commentaires dans le monde des lettrés érudits.
Il pratiqua accessoirement la pharmacologie, et c'était un fin gastronome. Son prénom social était Zizhan (chinois : 子瞻 ; pinyin : zi zhān) son nom de pinceau Dongpo Jushi (chinois simplifié : 东坡居士 ; chinois traditionnel : 東坡居士 ; pinyin : dōng pō jūshì).

## Contexte historique et politique
Sous les Song du Nord (960–1127), avec l'établissement de la Dynastie des Xia occidentaux au royaume des Tangoutes, au début du XIe siècle, la Chine perd son accès direct à l'Asie centrale mais conserve toute la Chine centrale. Elle se replie sur elle-même dans un mouvement de « nationalisme culturel » : on tend à retourner aux sources, à restaurer le recrutement des lettrés, sous Yingzong (empereur: 1063-1067), dans des conditions plus équitables et avec des écoles dans les villes principales. Tous les domaines de la culture sont florissants. Cependant, la crise économique et sociale qui avait provoqué la chute des Tang aboutit alors à l'asservissement général de la population rurale. Les petits propriétaires se retrouvent de plus en plus dépossédés et réduits à l'état d'ouvriers agricoles traités par les possédants de latifundia comme s'ils étaient des esclaves. Dans le même temps le système de l'impôt qui s'appuie sur les masses paysannes appauvries apparait comme nécessitant une réforme profonde. Sous le règne de l'empereur Shenzong (1068-1085) le clan des réformateurs conduit par Wang Anshi arrive au pouvoir. Ces réformes sont imposées avec énergie, mais sapées par les grands possédants et sont inefficaces avec des prêts qui restent à 20 % contre les 50 % précédents, tout ceci produisant finalement plus de misère dans les campagnes. C'est contre ces réformes que Su Shi marque son désaccord en tant que membre du clan conservateur. Cette attitude lui vaut d'être envoyé en province de 1071 à 1079. Puis exilé à Hangzhou, où il vit dans une ferme. Ceci jusqu'au retour des conservateurs, après la mort de l'empereur en 1085 et sous l'impératrice douairière Kao (impératrice jusqu'en 1093). Quelques années après ce retournement, Su Shi devient la principale personnalité du parti conservateur, et son action semble avoir été heureuse. Ayant une bonne compréhension des problèmes de la population rurale, il cherche à réduire les barrières qui isolent de la population pauvre le pouvoir impérial et les ministres. Cependant sa franchise lui vaut à nouveau la disgrâce, il se retrouve notamment à Hangzhou. À la mort de l'impératrice douairière le jeune empereur Zhezong fait de nouveau appel aux réformistes. Le clan des conservateurs ne revient au pouvoir que quelques années : de 1106 à 1112, avec le souverain suivant, Huizong (1100 - 1125). Su Shi est réhabilité à la mort de Zhezong en 1100, mais il décède en 1101.

## Biographie

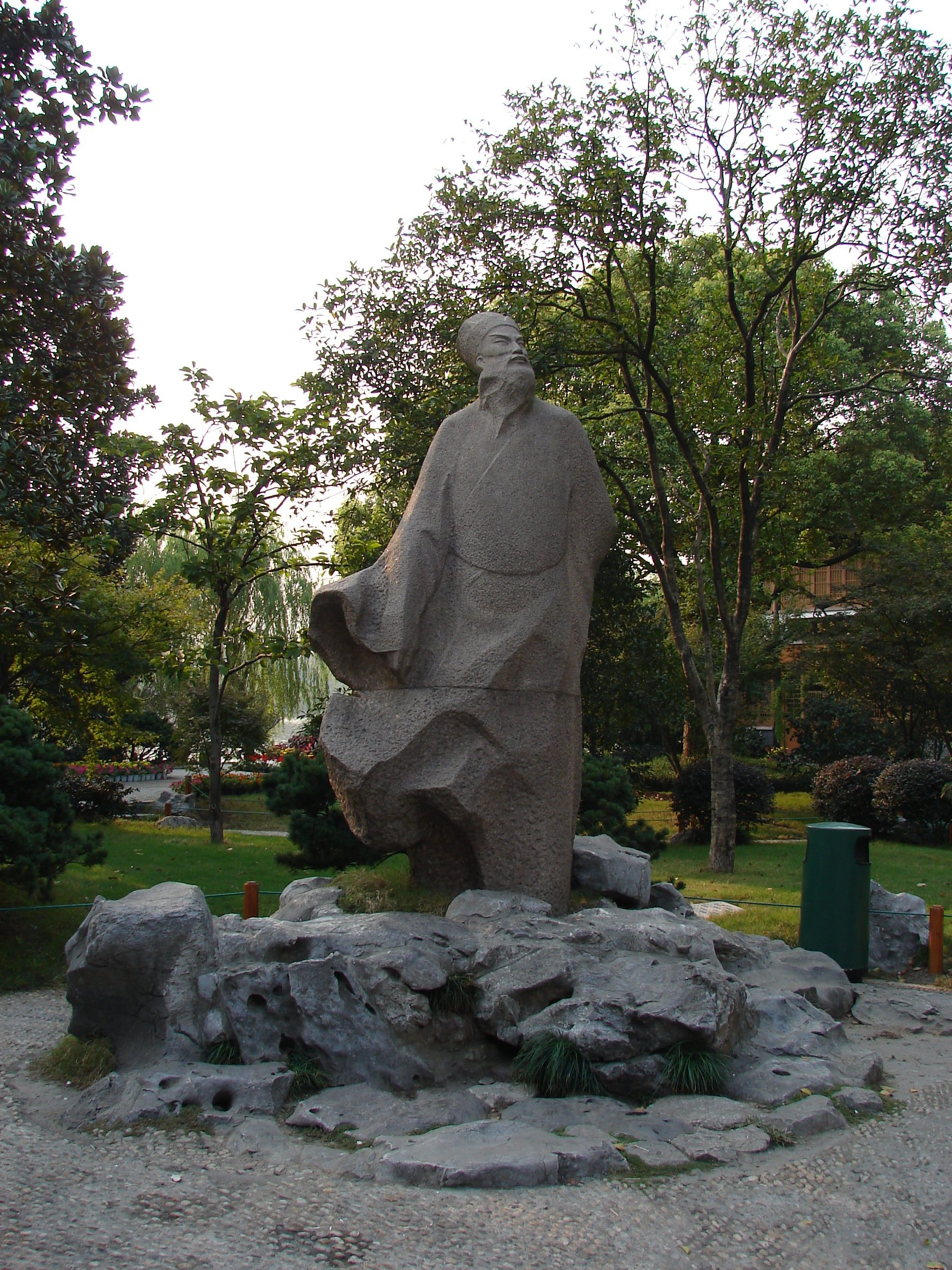
Une sculpture imaginaire et récente de Su Shi sur une promenade, lac de l'Ouest à Hangzhou

Su Shi est né à Meishan, au Sud-Ouest du Sichuan actuel, dans une famille citadine impliquée dans le commerce local de la soie. Son grand-père était excentrique, plus ou moins taoïste mais non lettré, et son père, Su Xun (1009-1066), ne commence ses études qu'après l'âge de vingt ans. En revanche la mère de Su Shi appartenait à une ancienne famille lettrée. Elle-même était cultivée et bouddhiste. Elle le fait entrer à quatre ans dans une école taoïste. Avec son jeune frère Su Zhe (1039-1112), il passe brillamment les examens de doctorat ou de « lettré présenté à l'empereur » en 1057 et tous deux deviennent « docteurs » (jinshi) l'année suivante. Ils ont des relations étroites avec les lettrés qui viennent de promouvoir, à cet examen, la nouvelle écriture qui sera ensuite l'écriture officielle en Chine impériale. Avec Ouyang Xiu, le promoteur de cette réforme, ils sont donc « réformateurs » à leur manière. Un poste est accordé dans le même temps à leur père, sans que celui-ci ne passe d'examen. Mais la mort de leur mère, en 1057, rappelle la famille dans le Sichuan. Ils sont de retour à Kaifeng, la capitale, en 1060. Su Shi est ensuite nommé à un poste de magistrat assistant, mais n'occupe pas sa charge. Il est, après son succès à un nouvel examen de haut niveau, nommé vice-gouverneur à Fengxian dans le Shaanxi où il demeure de 1061 à 1065. il n'hésite pas à critiquer l'étroitesse de vue de son supérieur, commence à découvrir la culture populaire et se rapproche de son cousin, le très célèbre peintre de bambous, Wen Tong. À l'occasion de la mort de leur père, les deux frères sont de retour dans leur ville natale, pour la dernière fois. Ils y demeurent jusqu'en 1068. De 1068 à 1071 Su Shi est fonctionnaire à la capitale.
La première femme de Su Shi est Wang Fu (王弗, 1039–1065). Lorsqu'ils se marient elle a seize ans et lui dix-neuf.
Or le réformateur Wang Anshi est nommé vice-Premier ministre par l'empereur Shenzong en février 1069. Su Shi appartient avec son ancien « examinateur », Ouyang Xiu, et plusieurs grands lettrés de l'époque au clan « conservateur », alors que les réformateurs détiennent le pouvoir. Opposé dès l'origine aux réformes menées par Wang Anshi (1021-1086), Su Shi est accusé de calomnie envers l'empereur. Après avoir été arrêté et emprisonné, il est envoyé en province à Hangzhou de 1071 à 1074, dans un milieu très cultivé en tant que vice-gouverneur. Il poursuit d'autres missions à Mizhou de 1074 à 1077, et recommence à écrire des mémoires à la cour très critiques mais reproche les tendances légistes des successeurs de Wang Anshi, plus radicaux qu'il ne l'avait été.
Il est ensuite en poste à Rongdao, puis à Xuzhou, au Jiangsu, de 1077 à 1079. Enfin à Huangzhou, une préfecture insignifiante au Hubei, où il est nommé sous-brigadier de la milice locale, sans traitement. Il achète un lopin de terre, le fait défricher et, apparemment, le cultive. Il a ses amis parmi les habitants et dans l'administration du lieu. À partir de son séjour à Huangzhou il se fait appeler Dongpo jushi (l'ermite ou le dévot laïque de la Pente de l'Est), du nom de ce potager abandonné qu'il acquiert. C'est ainsi que Su Shi désigne ce terrain « sur un flanc de la Pente de l'Est ». La Pente de l'Est: Dongpo ; d'où son surnom le plus connu : Su Dongpo. Il y fait construire la fameuse « Salle des neiges », qu'il couvre, « sur les quatre parois », de peintures « pendant les Grandes Neiges » : « un paysage ininterrompu ». Dans cette salle il lit, écrit et travaille. Sur ce lieu de résidence où il se plait, il pense « avoir trouvé sa place dans le monde ». C'est là qu'à l'automne et à l'hiver 1082 il écrit ses deux Fu de la Falaise rouge (Chibi fu), après deux visites sur les lieux de la bataille du même nom.
L'empereur Shenzong, mieux disposé à son égard, le mute au Henan et Su Shi peut rendre visite à Wang Anshi. Leur correspondance poétique témoigne de leurs désillusions respectives. Avec la mort de l'empereur, à trente-sept ans, la chute des réformateurs lui permet en 1085 d'être réintégré dans l'administration centrale, à la capitale, où il bénéficie de la protection de l'impératrice douairière. Mais il est écarté car il souhaitait préserver certaines réformes qui lui avaient semblé salutaires : en particulier le remplacement des corvées par une taxe. Il est alors l'un des deux précepteurs du jeune empereur Zhezong. Fuyant la guerre des factions, il demande un poste en province notamment à Hangzhou en 1089. Rappelé par l'impératrice, il est successivement nommé à plusieurs postes au sommet de la hiérarchie mais n'accède pas à la chancellerie. Calomnié, il doit à nouveau fuir. Zhezong, au pouvoir, rappelle les réformateurs : Su Shi est démis de ses fonctions et exilé, puis banni à l'Est de Canton, à Huizhou. Sa seconde femme, Wang Runzhi (王闰之, 1048–93), étant morte en 1093, il y arrive avec son second fils, Guo, et sa concubine, Nuage d'aube, qui mourra en 1096. Exclu du service public, il continue néanmoins à servir ses contemporains : parmi d'autres activités, il participe à l'élaboration d'un plan d'acheminement de l'eau potable à Canton. Et il commence à composer une grande série de cent dix poèmes qui répondent à ceux de Tao Yuanming. En 1097 il est banni plus loin encore : sur l'île de Hainan. Le climat y est extrêmement insupportable dans ce territoire des indigènes Li où l'administration est quasi absente. Avec très peu de ressources, il prend les habitudes locales et se fait de nouveaux amis dans la tribu des Li. En février 1100, la mort de l'empereur Song Zhezong (1086-1100) et la montée sur le trône de Huizong lui permettent de quitter son lointain exil : il se rend à Canton, Nankin, puis Changzhou dans le Zhejiang où il meurt en 1101, en essayant de revenir vers son pays natal,.
Son père, Su Xun était un lettré de talent, ainsi que son frère Su Zhe ; ils formaient d'ailleurs un trio littéraire appelé « les trois Su ». Su Shi a fréquenté les éminents lettrés du temps, Ouyang Xiu mais aussi le réformateur Wang Anshi, bien qu'il se trouvât lui-même dans les rangs du parti conservateur. Son caractère franc, spontané et libre explique sans doute cette vie mouvementée dont il y a peu d'exemples dans l'histoire chinoise.
Su Shi s'est illustré dans tous les domaines culturels de son temps : littérature, politique, poésie, calligraphie et peinture. Haut fonctionnaire, esthète, en relation aussi bien avec les lettrés, les moines que les courtisanes, il est l'un des plus grands représentants de l'humanisme chinois.
- Classement

En son temps Su Shi est classé, par un certain Deng Chun, selon un principe où la peinture n'est pas l'œuvre de spécialistes mais l'expression d'une culture spirituelle. Il apparait au troisième niveau à côté de Li Gonglin, Huang Tingjian et Mi Fu, alors que le premier niveau est occupé par l'empereur Huizong, seul, et que le second niveau est occupé par les princes du sang. Ceci confirme non seulement sa notoriété mais aussi sa très grande proximité avec le cercle très étroit du pouvoir.

## L'œuvre littéraire
Son œuvre poétique, de loin la plus célèbre par ses poésies classiques (shi), poèmes dans la forme de chansons (ci), ses fameux fu entre prose et poésie, ne doit pas occulter l'œuvre littéraire en prose dont ses soixante et une commémorations, plus de deux cents dissertations sur des sujets tirés de l'histoire antique, des notes brèves sur les évènements contemporains ainsi que des lettres dont certaines adressées à l'empereur, révélatrices de son caractère, proposant des réformes pour améliorer la condition des paysans. Sa très riche œuvre poétique en fait le poète le plus célèbre des Song et l'un des plus importants que la Chine ait connus. Son style n'est pas tant plein de subtilités descriptives que d'une grande nouveauté par les symboles évoqués.

### Les commémorations
Le genre de la commémoration qui apparaît entre 220 et 589, sert à l'origine à rappeler, dans un texte court gravé sur une stèle, l'érection d'un bâtiment important. Puis le genre se diversifie. La Source aux fleurs de pêchers de Tao Yuanming (365-427) se révèle être une œuvre majeure et un modèle pour Su Shi. Le genre, mentionné précisément dans un ouvrage du début du VIe siècle, couvre alors le large champ de la correspondance, les mémoires présentés à l'empereur ou à un supérieur, et les notes. La commémoration implique alors d'exposer l'aspiration personnelle de l'auteur. Par le jeu des allusions, la commémoration de l'assassinat d'un enfant (qui prend l'allure d'un rapport d'enquête) ou la contemplation d'un beau point-de-vue peuvent amener à des considérations sur le bien-être des populations, et en conséquence, des réflexions sur la mission de l'homme de bien, ses vertus et ce que l'auteur entend par « sagesse ».
Or Su Shi bouscule les habitudes, en littérature comme en politique ou en peinture, et il étend considérablement la nature des sujets qu'il aborde dans ses commémorations, tandis que son implication personnelle y est toujours manifeste. En particulier, on y trouve des textes qui peuvent être considérés comme de petits essais sur la peinture, ou des dissertations sur des sujets politiques. Dans ce dernier cas Su Shi ne construit pas de théorie mais il réagit et s'efforce, par ses textes de corriger les effets négatifs entraînés par l'activisme produit par les réformes. Mais ce sont surtout les excès des continuateurs de Wang Anshi qui sont visés. Souvent ces écrits sont le prétexte de dépeindre des hommes de bien, modèles de conduite et objets de réflexions. La franchise est l'une de ces vertus auxquelles il est très attaché, quoi qu'il en coûte ensuite. Il revendique son indépendance d'esprit, et se considère seul juge de sa conduite. En héritier de Confucius, dans la lignée du Mencius, il fait du peuple - qu'il évoque en parlant de « l'empire » : les administrés - le fondement de toute activité politique. Mais la pratique harmonieuse du bon administrateur doit tenir compte de ses informateurs et, en conséquence, toute réforme doit s'appuyer sur ce qu'il est possible de faire appliquer sans risque pour le peuple.

### Fuà la falaise rouge
Su Shi écrit deux textes en prose poétique (ou fu) à La falaise rouge pendant son séjour à Huangzhou. Les deux fu témoignent du taoïsme qui imprégnait sa culture. Le poème évoque les sentiments qui émeuvent l'auteur lorsque, par une belle nuit, se promenant sur le Yangzi au lieu de la bataille de la Falaise Rouge, il se remémore ce moment décisif qui mit un terme à l'aventure héroïque de Cao Cao. C'est en effet ici, sur le Yangzi Jiang, au pied de cette Falaise rouge, que Cao Cao à la fin de la dynastie Han, ayant unifié la Chine du Nord, fut défait et quasiment vaincu dans cette bataille navale (en 208) par les chefs de guerre alliés contre lui pour rétablir l'ancienne dynastie Han,. Le poète se remémore avec nostalgie cette bataille décisive et son héros, non sans une pensée pour l'homme qui a su s'opposer à une dynastie déclinante, celle des Han, au moment où lui-même se retrouve écarté en raison de son opposition au parti au pouvoir du Premier ministre Wang Anshi. Peut-être sent-il cette dynastie Song sur son déclin, elle aussi; ce qui était bien le cas néanmoins.
Ces deux fu ont inspiré plusieurs peintres et calligraphes :
- Une peinture attribuée à Zhu Rui (XIIe siècle), puis à Wu Yuanzhi, (fin du XIIe siècle, sous la dynastie Jin) : "Chibitu" (La Falaise Rouge) au Musée national du palais, Taipei : Illustration du premier fu à La falaise rouge. Rouleau en longueur, encre sur papier. 50,8 × 1 360 cm. Cette peinture de Wu Yuanzhi représente les hautes falaises qui s'élèvent à la verticale sur la ligne horizontale des eaux. Un fleuve traverse le paysage : plein de tourbillons dans les défilés rocheux, tranquille ensuite dans le paysage plus large. On distingue une petite barque et ses voyageurs. Sur les notes d'une simple flute Su Shi chante dans la nuit, sous la lune.
- Une peinture attribuée à Qiao Zhongchang (actif 1re moitié du XIIe siècle) : Illustration du deuxième fu à La falaise rouge. Rouleau en longueur, encre sur papier. 29.85 × 560,71 cm. New York Nelson-Atkins Museum of Art. Au bord du Yangzi Jiang, entre 1080 et 1084. Su Shi se rend en barque, une nuit de pleine lune, jusqu'à la Falaise rouge, non loin du lieu où, au IIIe siècle, a été détruite la flotte de Cao Cao[18].
- Le premier fu a été calligraphié par Shen Zhou (1427-1509)[19], Wen Zhengming (1470-1559, dynastie Ming)[20].
- Le texte intégral du dernier fu a été gravé sur un bateau sculpté à partir d'un noyau d'olive en 1737 par Chen Zuzhang.
- Le peintre de manhua, Zhao Bosu (ca. 1123-1182, dynastie Song), dont il reste une copie par Wen Zhengming (1470-1559, dynastie Ming) : « Ode tardive sur la falaise rouge »[21]

### Autres œuvres calligraphiées

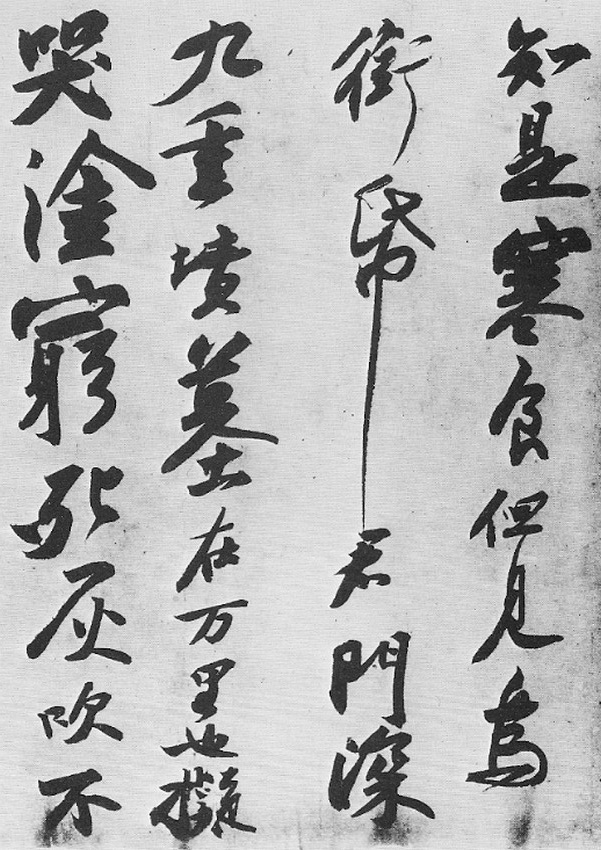
Calligraphie tracée en écriture courante. Détail du même rouleau portatif.
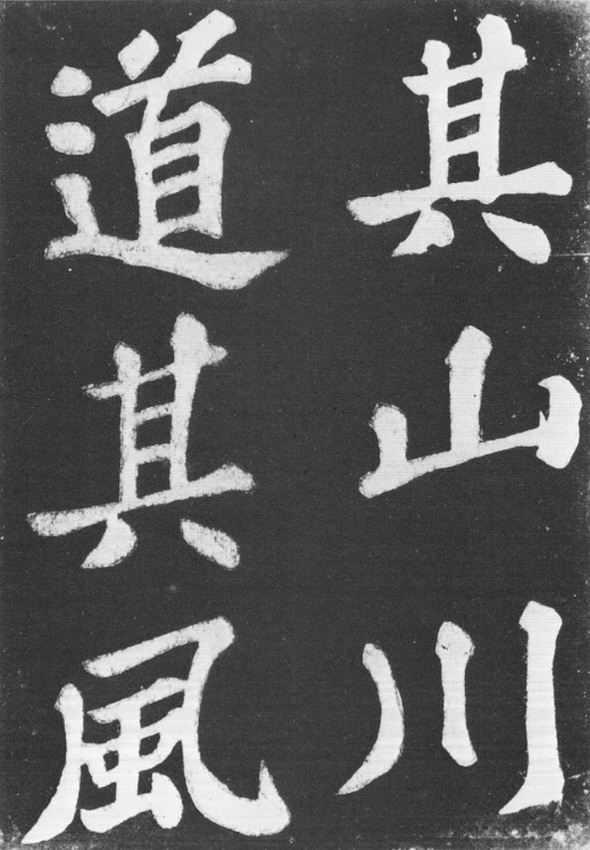
Calligraphie tracée en écriture régulière. Détail de l'estampage d'une inscription gravée sur stèle.

## L'œuvre peinte

### Œuvres peintes attribuées

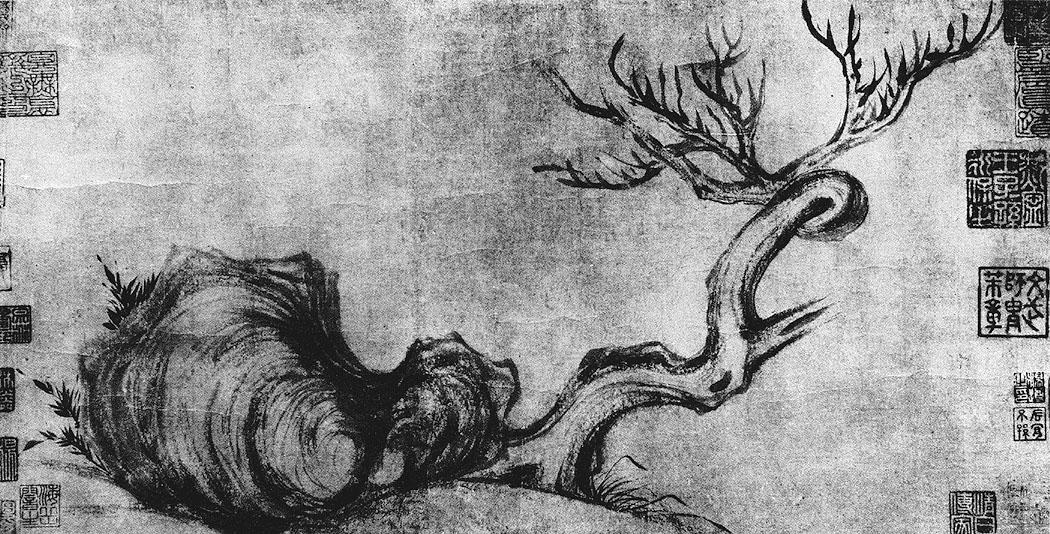
Arbre desséché et rocher bizarre

Ces sujets, bambous, rochers et vieux arbres, produits du pinceau comme par une extension de la calligraphie, constituent un ensemble de peintures qui symbolisent l'homme idéal, selon James Cahill. Cette interprétation s'applique en effet à des « paysages » composés de représentations de rochers, d'arbres et de plantes en vue rapprochée. Ces éléments naturels incarnent des valeurs morales, dans la culture des lettrés. Su Shi les appelle « les gentilshommes d'encre » : ainsi le bambou incarne la sobriété et la permanence en dépit des pires circonstances. Il symbolise le lettré, élégant mais ferme : il plie mais ne cède jamais. Pins, bambous et pruniers sont aussi appelés « les trois amis de l'hiver » : le pin incarne longévité et force, le prunier avec ses premières fleurs à la sortie de l'hiver symbolise la fermeté et le courage dans l'adversité.
- Arbre desséché et rocher bizarre  (kumu guaishi tu) (Withered tree and strange rock). Musée de Shanghai (?)
- Bambou et rochers (kumu zhushi) (Bamboo and Rocks). 23,4 × 50,9 cm. Musée de Shanghai (?)
- Bambou et roche. Rouleau horizontal, encre sr soie, 28 × 105 cm. Pékin, Galerie des Beaux Arts[N 7].
- Wang Tingyun : copie d'une œuvre attribuée à Su Shi : Bambou solitaire et arbre vieilli  (reproduite dans l'article consacré à ce peintre)[N 8]

### Sa conception picturale: la spontanéité

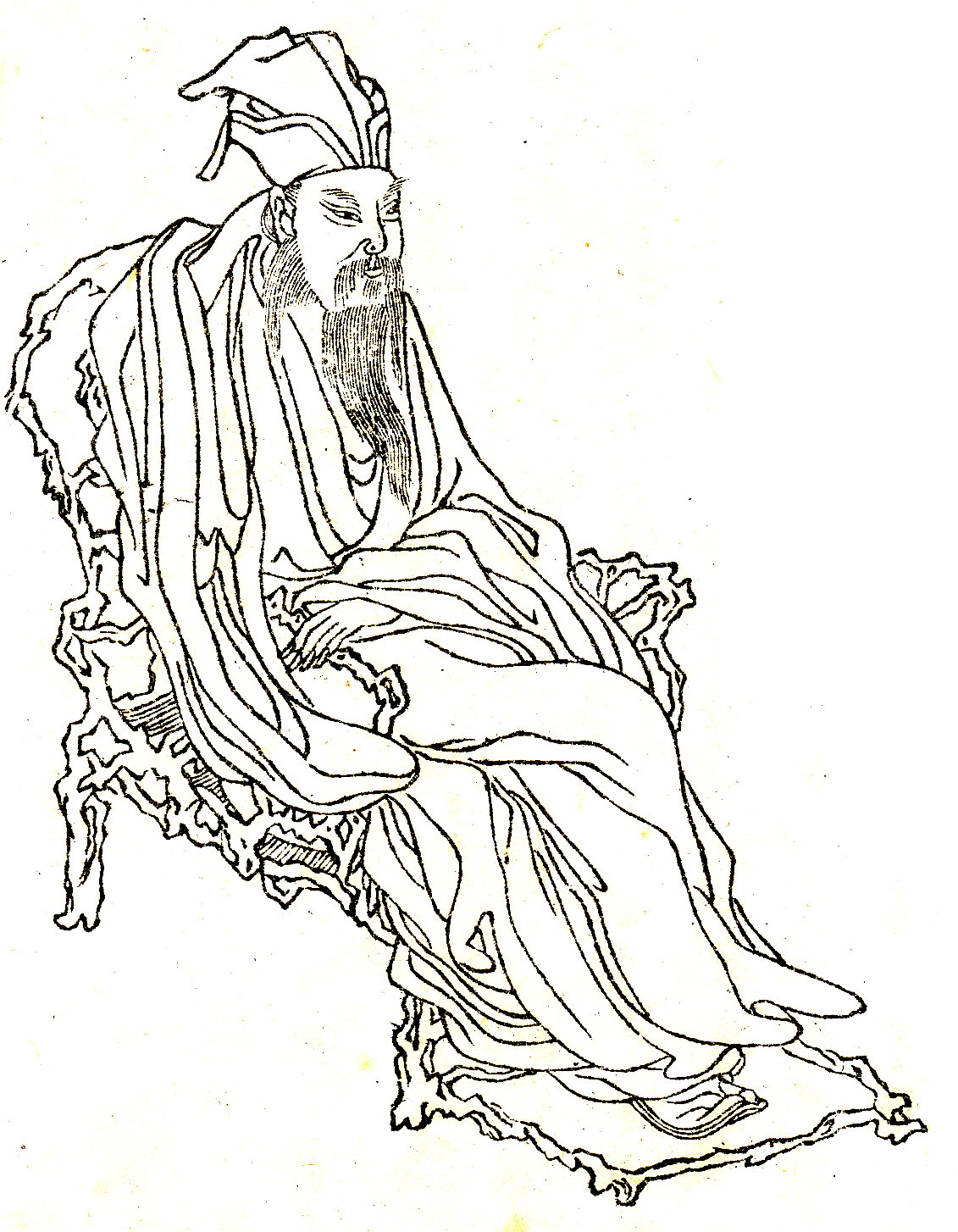
Su Shi vu par la gravure chinoise en 1743

Regard d'un contemporain sur sa peinture : Son contemporain et ami, Mi Fu (1051-1107), interprète les vieux arbres tordus et les pierres étranges qu'il voit dans les peintures de Su Shi comme des signes que « dans son esprit, tout est trouble et confusion ». Ceci s'explique dans la conception de la peinture de lettrés qui se forge à cette époque et où le peintre doit être à l'unisson du monde, sa peinture n'étant plus la reproduction de celui-ci mais une représentation qui en manifeste les principes. La méditation pratiquée par Su Shi, doit amener le peintre dans un état de vide intérieur, à être plus réceptif sinon même « habité » par les mouvements de l'univers. Il laisse alors agir en lui le Dao, en ayant, selon la formule explicite, « collines et ravins en son sein ». C'est dans ce contexte qu'il faut interpréter la phrase de Mi Fu, en résonance avec celle de Huang Tingjian, toujours à propos de son ami Su Shi : 
« C'est parce qu'il avait en son sein collines et ravins qu'il a pu ainsi réaliser ce vieil arbre tordu sous le vent et le givre. »
Notons par ailleurs que dans la conception chinoise traditionnelle l'encre elle-même est trouble et confusion.
On ignore s'il subsiste encore des œuvres de Su Shi mais l'on sait en revanche qu'il affectionne particulièrement les bambous et les vieux arbres, thème qu'à sa suite ses nombreux disciples adoptent presque tous. En réalité, le sujet traité a moins d'importance que les qualités formelles liées au pinceau dont toutes les ressources sont mises en jeu, à l'encre, de la plus pâle à la plus foncée, de la plus sèche à la plus humide, qui doit assurer un large éventail des textures, et au papier, partie prenante dans la richesse de la surface picturale. « Pour peindre le bambou, il faut l'avoir entièrement en soi », écrit-il. « Saisissez le bambou, regardez intensément le papier, puis évoquez ce que vous allez peindre. Suivez votre vision, levez votre pinceau et poursuivez immédiatement ce que vous voyez ». Car, ajoute-t-il encore : « la poésie et la peinture naissent de la même loi, de l'œuvre du ciel et de la spontanéité ».
Le rapport de la réalisation à la spontanéité tel qu'il a été formulé de cette manière plus ou moins idéale reprend la formule de la peinture - ou de la plante et du paysage - à peindre comme ayant au préalable poussé dans l'esprit du peintre. C'est alors qu'« il faut saisir son pinceau aussi promptement qu'un faucon qui fond sur le lièvre prêt à bondir ». Or la réactivité du peintre à sa vision, voire la spontanéité de l'exécution de la peinture que célèbre Su Shi ne suppose ni absence de savoir-faire dans le travail du pinceau (comme tout grand calligraphe) ni absence de travail - mental - préalable : il s'agit bien de saisir ce qui s'est construit mentalement avant de saisir le pinceau. Par contre il semble supposer s'abstenir de ces nombreux essais qui permettent alors au peintre professionnel ou académicien de faire disparaître l'aspect laborieux de l'exécution. Procédés qui ralentiraient la mise en forme de l'idée sur le papier. Ces conceptions picturales n'ont jamais fait l'objet d'un traité systématique de la part de leur auteur ; elles sont éparses dans une masse considérable d'écrits divers, courts essais, écrits de circonstance et surtout, innombrables inscriptions de peintures.
La spontanéité dans la peinture de lettré a fait l'objet d'un analyse qui en pointe l'aspect mythique. En effet si les quelques peintures attribuées à Su Shi peuvent légitimement prétendre à une exécution rapide, sans essai préalable, ce n'est pas le cas pour l'immense majorité des peintures de lettrés. Celles-ci ne peuvent même pas avoir été exécutées en un seul jour en raison de l'accumulation des lavis qui nécessitent un séchage complet entre chaque passage. Par contre il faut alors entendre cette spontanéité comme un acte continu dans son rapport à la vision initiale. Mais la durée de la réalisation n'est plus prise en compte de manière objective après la mise en place du mythe lettré de la spontanéité, après les Yuan.

## Sa philosophie du poème à la peinture

### Le lettré idéal
Parmi les poètes, Huang Tingjian, calligraphe réputé, est, avec Su Shi et Mi Fu, l'un des hommes qui ont le plus contribué à définir les conceptions esthétiques des lettrés. Pour Su Shi, le peintre lettré (shiren) est essentiellement un poète. S'inspirant de sa propre expérience, il dit : « J'écris pour donner pleine expression à mon esprit. Je peins pour satisfaire en moi l'idée, et c'est tout ». Il établit une relation étroite entre l'homme et l'œuvre : si l'homme n'a pas de valeur spirituelle son œuvre, même de qualité, ne vaut rien.

Dans un texte connu Su Shi indique que le peintre véritable ne doit pas s'arrêter à l'apparence (xing) des choses mais qu'il doit se référer à leur principe (li): la « forme constante » des hommes, animaux, édifices… et le « principe interne » aux monts, pierres, bambous, arbres… ce qui les fait être ce qu'ils sont. Une bonne culture lui en donnera les moyens. Mi Fu (1051-1107), contemporain de Su Shi mais de la génération suivante, reprend cette idée. Pour les hommes, animaux et objets, une copie rapide suffit mais la copie ne convient pas au paysage: il faut le contempler paisiblement, d'un esprit détaché, alors la faculté d'invention s'élève et le paysage sera réussi, car son authentique saveur aura été transcrite. L'état de détachement est essentiel : Su Shi donne ce conseil à un ami de la famille impériale :
« L'"homme supérieur" (junzi) peut laisser ses pensées se poser momentanément sur les choses, mais il ne doit pas permettre à ses pensées de se laisser retenir par elles. Qui laisse sa pensée se poser momentanément sur les choses, un rien suffit à le réjouir, alors que même une chose importante ne suffit pas à l'affecter. »
Ailleurs il souligne la nécessité d'avoir la culture d'un lettré de haut niveau (qui le place dans la proximité de l'aristocratie dirigeante). En effet celui-ci aura lu « dix mille livres » et aura parcouru « dix mille li » (dans l'exercice de ses fonctions administratives et dans des randonnées qu'il fait seul ou entre amis) : il porte alors en lui « des monts et des vallées ». C'est-à-dire « le rythme primordial ». C'est ce rythme primordial qui est manifeste dans la peinture, comme le battement des ailes des grues « de bon augure » au-dessus du palais impérial dans une célèbre peinture de l'empereur Song Huizong. C'est aussi le rythme des peintures de paysages que Huizong préférait et qui se retrouve dans cette vue panoramique dont l'empereur aurait lui-même donné l'idée et surveillé l'exécution : Mille lis de rivières et montagnes, de Wang Ximeng en 1113, peu après la mort de Su Shi.

### Le lettré et le paysage, les arbres et les bambous
Ces « lettrés des monts et des vallées » (qiuhuozhishi) ont coutume de se rendre visite. À ces occasions ils échangent peintures ou beaux objets. Ils peuvent écrire un poème sur le paysage qui s'échange, et quand ils sont plusieurs amis chacun peut écrire le sien. peinture et poésie sont donc en rapport étroit. Bien que ce sentiment ait été ressenti sous les Song du Nord, avant lui, Su Shi a été le premier à formuler la relation d'équivalence entre la poésie et la peinture à propos d'un poème de Wang Wei. Il l'exprime aussi sous une autre forme en parlant de poèmes comme de peintures invisibles, et des peintures comme des poèmes muets.
Les qualités de l'homme de bien se retrouvent dans les poèmes et les peintures de Su Shi et de ses amis, dont Wen Tong. Sur une peinture de ce dernier Su Shi y inscrit un poème qui célèbre ces bambous, qui « plient sans céder » signes de leur intégrité comme de celle du peintre. Véritables « gentilshommes d'encre » : « d'une vertu constante, sobres, stricts, [sachant] endurer le givre et l'automne » : les aléas de l'adversité. Autre qualité « humaine » du bambou, dans une commémorations de Su Shi à une salle construite par Wen Tong pour accueillir ses peintures :  le bambou prospère sans arrogance. S'il ne prospérait pas il dépérirait sans honte. Quelques années plus tard le célèbre Zhu Xi (1130-1200), à l'origine du néoconfucianisme, appose sur une peinture de Su Shi représentant des arbres et des rochers un colophon qui établit la correspondance entre « la vertu constante [...] du pin et du cyprès » et le peintre, « gentilhomme comme le bambou, ami des roches ».

### Le lettré taoïste et le bouddhismechan
Su Shi a laissé de nombreux signes de son appartenance au taoïsme, mais il a manifesté plusieurs fois son intérêt pour le bouddhisme chan. Par ailleurs, en tant que lettré, donc calligraphe, il avait une formation confucéenne poussée, laquelle reconnaissait la valeur expressive de la calligraphie. Il mit à profit ces trois domaines essentiels de la culture chinoise pour sa conception de l'expérience artistique.
- Le confucianisme et la manifestation de l'être profond de l'artiste. La théorie courante jusque-là veut que la représentation picturale provoque pensées et sentiments équivalents à ceux que provoqueraient la présence des objets ou les scènes représentés. Toutefois nombre d'œuvres non orthodoxes, à la capacité expressive indéniable, battaient en brèche, depuis des siècles, cette théorie. Dans la seconde moitié du XIe siècle, apparaît une nouvelle théorie esthétique, qui tient compte de ce phénomène. Elle est l'œuvre d'un cercle de lettrés, pratiquant la peinture, au premier rang desquels Su Dongpo[35]. De formation confucéenne ces lettrés qui pratiquent la peinture considèrent, conformément à l'esprit des textes de Confucius, que tout bon calligraphe manifeste son être profond dans le travail du pinceau. Or un nouveau style de peinture, « sans contrainte » offrait la même liberté expressive que la calligraphie. Ces lettrés affirmèrent alors que la ressemblance n'était plus un critère déterminant de la qualité d'une peinture, mais plutôt la manière, parfois excentrique, dont se manifestait l'état d'esprit de son auteur à l'instant de la création.
- Le bouddhisme chan. Sous les Song, les deux écoles bouddhistes Caodong et Linji poursuivent leur développement. Le mouvement de l'Illumination silencieuse (mochao) naît de la première, et le kanhua chan de la seconde. Le mochoa chan est quiétiste, le kanhua chan, tout au contraire, met l'accent sur le caractère soudain de l’Éveil. L'influence du Chan sur la poésie est considérable à partir du milieu de la dynastie Tang. Si l'apport du Chan à l'esthétique chinoise est aussi évident dans le domaine de la peinture que dans celui de la poésie, il l'est surtout à partir de l'époque Song. « Depuis les temps anciens, écrit Su Shi, les peintres ne sont pas des peintres ordinaires. Leur intuition merveilleuse de la réalité se manifeste de la même manière qu'en poésie »[36],[37].
- Taoïsme, confucianisme et chan. Su Dongpo (Su Shi) a deux amis : un autre lettré, Huang Tingjian, et le moine chan Foyin. Ils apparaissent sur des peintures qui témoignent de leur amitié avec des titres comme les Trois goûteurs de vin aigre. Les deux lettrés, Su Dongpo et Huang Tingjian, ont été très influencés par le bouddhisme chan[38]. Confucéens de formation, imprégnés de taoïsme, Su Shi et Huang Tingjian, donnent une place importante à la méditation, sous l'influence du bouddhisme chan, dans sa variante subitiste, et du taoïsme. Huang Tingjian fait souvent référence au bouddhisme chan, tandis que Su Shi, dans une période de disgrâce, en 1080, s'adonne à la méditation dans un temple bouddhiste au sud de Hangzhou ou dans un autre temple, taoïste[39].

La peinture de Su Shi, tout comme son écriture, recherche la spontanéité, en vue d'exprimer l'être intérieur, au détriment de la perfection technique et de la ressemblance, apanage des calligraphes académiciens. L'ivresse, libérant l'élan créateur, est une aide à cette spontanéité. Cette attitude est aussi celle du peintre Mi Fu, ami de Su Shi, et l'on mentionne l'une de leurs rencontres au cours de laquelle ils échangèrent des coupes tout en se livrant à un jeu d'écriture,. Ils suivaient, en cela, une ancienne tradition qui remonte au moins aux Sept Sages de la forêt de bambous. Sous la dynastie Jin (265-420), ceux-ci se sentant menacés, (c'était aussi le cas de Su Shi) se seraient réunis pour une joute poétique, sous les bambous, inspirée ou dynamisée par « l'esprit du vin ». Avec Huang Tingjian et Mi Fu, Su Shi n'hésite donc pas à utiliser le laid ou le bizarre dans ses peintures

## Son influence sur les valeurs artistiques
Ses jugements sur l'art et ses attitudes exercent ensuite une influence considérable sur les valeurs artistiques prônées par un grand nombre de lettrés. Une grande part du bagage fondamental de la culture artistique chinoise, jusqu'à nos jours, tire son origine de ses écrits et c'est à lui que revient l'honneur d'avoir énoncé les principes du « wenren hua » (文人畫 en caractères traditionnels, 文人画 en caractères simplifiés) : la « peinture de lettrés ». Il contribue, en effet, à dégager la notion d'un art pictural affranchi des exigences de la figuration traditionnelle, et il s'attache à faire correspondre la peinture à une image qui vient de l'esprit, en exprimant l'élan intérieur du peintre. Cette théorie porte la marque de sa formation confucéenne, selon laquelle les diverses manifestations artistiques — poésie, musique, calligraphie et peinture — sont les véhicules de l'être profond de leurs auteurs. Le taoïsme et le bouddhisme chan qui imprègnent sa peinture tant sur le plan pratique que par leurs références font de son œuvre peinte une référence essentielle pour les peintres qui vécurent entre la Cour et les monastères bouddhiques du chan comme Liang Kai. XIIe – XIIIe siècle, ou des peintres profondément religieux comme Wu Zhen au XIVe siècle et plus tard auprès des
Il a d'ailleurs une phrase assassine pour ceux qui ne partagent pas son point de vue : « Toute personne qui parle de ressemblance en peinture, est bonne à renvoyer chez les enfants ». Or un nombre considérable de peintures étaient commandées et appréciées en fonction de leurs relatif degré de « ressemblance », même si l'art chinois n'a réservé une forme de « naturalisme » que pour des sujets très précis et fort peu nombreux. Les élites aristocratiques et les temples appréciaient la ressemblance avec le modèle naturel ou réel et avec les codes traditionnels. Il faut donc imaginer que cette phrase, sous le pinceau de Su Shi, visait à marquer profondément sa différence, qui coïncidait avec un certain élitisme dans le monde des lettrés de haut vol, monde auquel il appartenait; même s'il fut contraint de vivre, un temps, à la campagne.

## Végétarisme
Su, pour expliquer ses inclinations végétariennes, a déclaré qu'il n'avait jamais été disposé à tuer des animaux pour les manger à sa table, mais qu'il avait une soif de certains aliments, tels que les palourdes, auxquelles il ne pouvait pas renoncer. Mais quand il a été emprisonné, il abandonna toutes ses opinions et attitudes carnistes : 

« Depuis mon emprisonnement, je n'ai tué aucun être... Ayant vécu cette inquiétude et ce danger moi-même, lorsque je me sentais comme un oiseau qui attend d'être tué dans la cuisine, je ne pouvais plus supporter de faire souffrir la moindre peur ou une peine incommensurable à un quelconque être vivant, simplement pour faire plaisir à mon palais. »

## Honneur
L'astéroïde (145588) Sudongpo est nommé en son honneur.